# Igreja Paroquial de Nossa Senhora das Neves (Ponta Delgada)
A Igreja Paroquial de Nossa Senhora das Neves localiza-se na freguesia de Relva, na cidade e concelho de Ponta Delgada, na ilha de São Miguel, nos Açores.

## História
Foi erguida o final do terceiro e o início do último quartel do século XV (1472–1480) pelo Contador Martim Vaz, casado com Isabel Botelho, sobrinha em segundo grau de Gonçalo Velho Cabral.
Seria paróquia instituída no ano 1514 e, em 1526, era vigário nesta paroquia Álvaro Annes, que, segundo Gaspar Frutuoso foi o primeiro a servir nesta freguesia.
Primitivamente apresentava planta e estilo manuelino capelas e altares de invocações da devoção do seu fundador e demais benfeitores, a saber as capelas de Nossa Senhora das Neves, de Nossa Senhora do Rosário e a de São Diogo, e os altares de São Cristóvão, das Benditas Almas do Purgatório, do Senhor Bom Jesus e de Santo Antão.
Entre o final do século XVI e o início do século XVII foram efectuadas obras de restauro na Capela-mor e na sacristia, às expensas da Fazenda Real.
Por volta de 1649 este templo encontrava-se muito danificado, pelo que os seus paroquianos solicitaram a João IV de Portugal que o reedificasse. Não tendo obtido do monarca parecer favorável para o efeito, devido à falta de recursos no reino causada pela Guerra da Restauração, a degradação do templo acentuou-se até que o mesmo veio a desmoronar no início do século XVIII.
Decidiu-se então pela sua reedificação. Tendo se desenvolvido metade das obras, solicitou-se uma vez ao soberano auxílio para a conclusão das mesmas, o que se materializou por Provisão Régia datada de 18 de Agosto de 1732, pela qual João V de Portugal determinava ao Provedor da Fazenda Real nas ilhas dos Açores proceder à arrematação das restantes obras, que assim terão sido concluídas em 1748.
Mais tarde, na década de 1880, foram executadas obras no frontispício principal ao nível dos portais, advindo destas a alteração do acesso principal com o arco abatido da porta, e a abertura das portadas que o ladeiam, em modesta interpretação de revivalismo gótico.
Mais recentemente durante a segunda metade do século XX, foram efectuadas extensas intervenções de restauro, sempre com a preocupação em se manter as características da sua traça original.

## Características
Apresenta planta no formato rectangular, dividida em três naves, compostas por pilares altos, espaço de formulação erudita maneirista de tradição recuperada na segunda metade do século XVI.
O seu interior é belo e imponente, onde se nota o Barroco da primeira metade do século XVIII nos pilares das naves e nos exemplares das talha douradas dos altares da capela-mor, do Santíssimo Sacramento e de Nossa Senhora do Rosário, sendo os do Sagrado Coração de Jesus (primitivo altar de São Diogo), de São José (primitivo altar do Senhor Bom Jesus), o das Benditas Almas do Purgatório da segunda metade do Setecentos e os de Santo Antão e São Cristóvão do inicio do Oitocentos. Após a sua reedificação mantiveram-se nestes as mesmas invocações.
São de destacar ainda as duas pias de água benta em pedra, datadas dos séculos XV e XVI, a pintura sobre tábua de São Cristóvão, dos séculos XVI ou XVI, a escultura de Nossa Senhora das Neves, um painel de azulejos da parede exterior da Capela-mor, o imponente arcaz em madeira de pau-santo (jacarandá), com três magnificas telas, e um bufete existente na sacristia, exemplares também da primeira metade do século XVIII.